# Altestadt 6

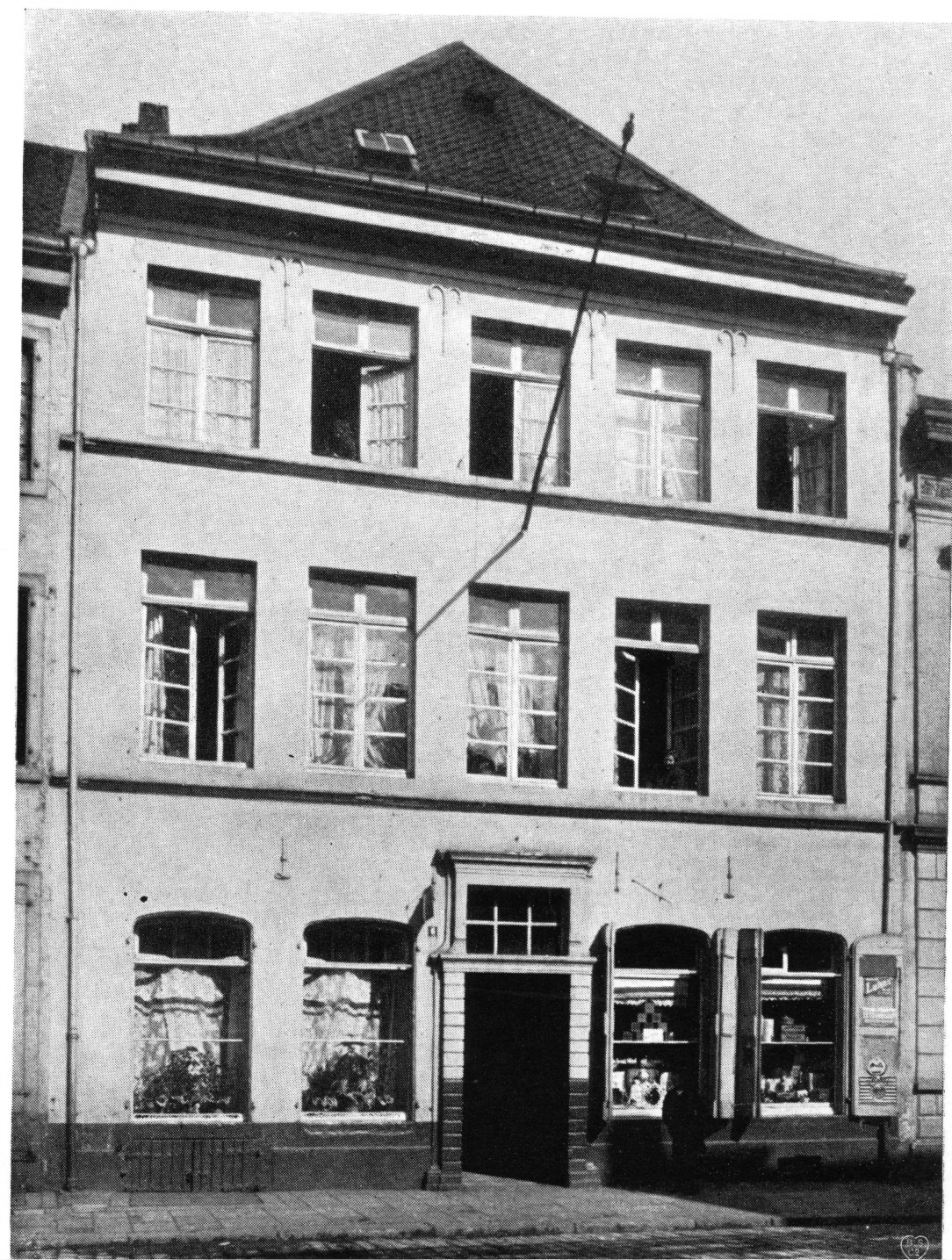
Fassade 1909 (Josef Kleesattel)

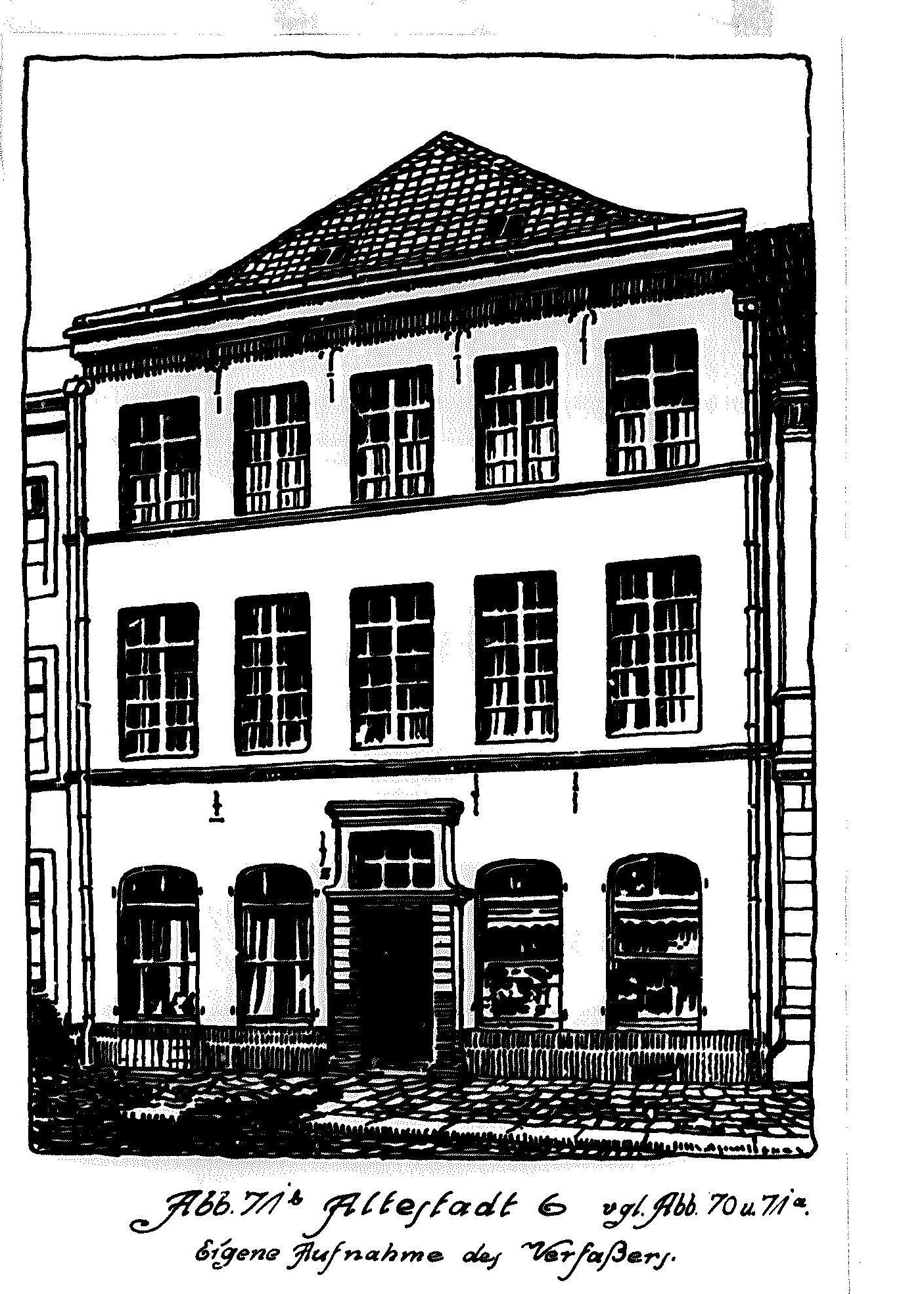
Fassade 1922 (Paul Sültenfuß).

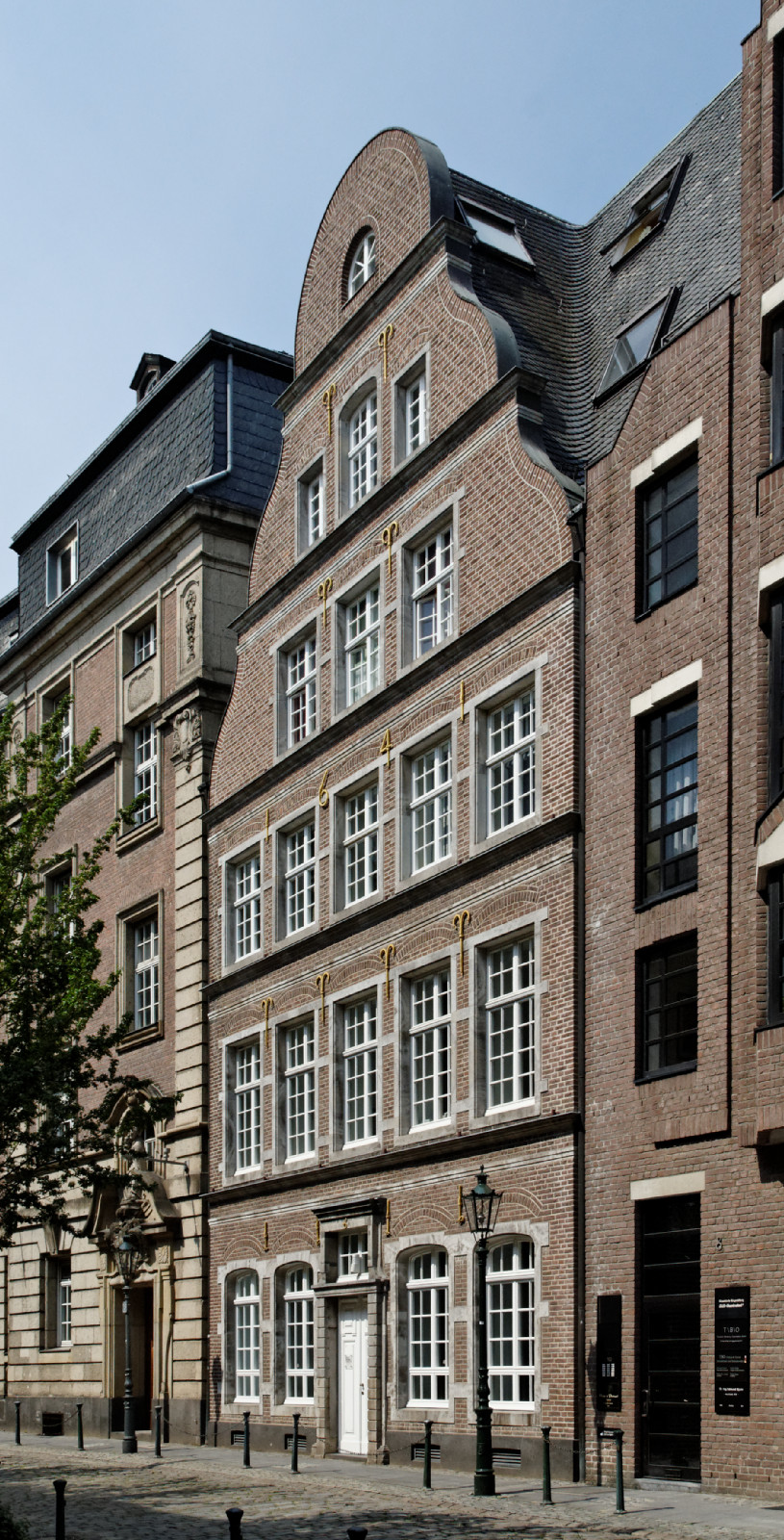
Fassade 2011

Das Haus Altestadt 6 in Düsseldorf wurde 1632 erbaut und war das Absteigequartier der Grafen Hamilton. Sowohl Josef Kleesattel sowie Jörg Heimeshoff als auch Paul Sültenfuß befassten sich mit dem Haus.

## Geschichte
Das Haus Altestadt 6 gehörte dem Junker von Lohausen. Ab dem Jahre 1663 gehörte das Haus der Witwe Pipers, die mit ihren Söhnen Wilhelm und Heinrich und der Tochter Agnes im Haus wohnte. Danach erwarb das Gebäude Graf Jakob von Hamilton – „k.k. Kämmerer, kurzpfälzischer Rath, Obrist-Kämmerer, Generallieutenant über das kurfürstliche Leibregiment zu Pferd und Neuburgischer Landschafts-Commissar“. Der Graf und seine Frau – eine geborene Freiin von und zu Weichs – verkauften das Haus im Jahre 1693 an den kurpfälzischen Hofrath und Doctor beider Rechte Johann Hubert Palmer für 3000 Rheintaler. Das Haus des Geheimraths von Palmer wurde bei der Stadtbeleuchtung im Jahre 1746 im Rahmen der Verehrung der Landes-Herrschaften besonders geschmückt. So hatte man „fast Ursache zu zweifeln, ob der Versen-Gott Apollo durch vielfach aufgestellte Sinnbilder und Versen oder der Feuer-Gott Vulcanus durch die unzählige Feuer- und Lichtstrahlen den unterthänigsten Verehrungs-Eifer gegen die Gnädigste Landes-Herrschaften am besten ausgetrucket hatte. Das Haus war bis zum Giebel mit mehr als 2000 Lampions, in einer schönen und vielfarbigen Ordnung fast zur Blendung der begierigen Augen herrlichst beleuchtet“. 1794 war das Haus Eigentum des Hofraths von Wedding und kam 1817 durch Kauf an den Landgerichtsrat Franz Karl von Hagens (gestorben 1847). Seine Witwe Amalia von Heister und ihre Kinder übertrugen es käuflich an den Möbelhändler Heinrich Krusinger, von dem es der Wirt Sonnen erwarb. Danach gehörte es dem Kaufmann Engelbert Cremer.

## Architektur
Sültenfuß datiert das Baujahr auf 1632 und beschreibt das Gebäude als Absteigequartier der Grafen Hamilton. Ein Schaugiebel war 1922 nicht vorhanden, während das Hauptgesims dafür stärker ausgebildet war. Dahinter trat das Dach zurück. Die übrigen Horizontalbänder waren nach Sültenfuß exakter profiliert. Die Obergeschosse waren barock, die Erdgeschossfenster gotisch: „Im Gegensatz zu den oberen 5 Fensterachsen zeigen die des Erdgeschoss noch gotische Bogenführung“. Auch holländischer Einfluss sei nach Sültenfuß bemerkbar: „Das Portal mit seiner Umrahmung dem geringen Relief weiste wieder auf holländische Bezigheung“.
Jörg Heimeshoff datiert das Baujahr auf 1641. Die Fassade sei laut Heimeshoff in fünf Achsen gegliedert, habe einen Mittelgang mit Oberlicht. Alle Öffnung haben Natursteineinfassungen erhalten. Ein hoher Schweifgiebel wurde zwischen 1983 und 1984 im Rahmen einer vollständigen Modernisierung von dem Architekten Edmund Spohr rekonstruiert. Dabei diente als Vorlage der Ansatz eines Giebel auf der Rückseite des Hauses. Heimeshoff bemerkt, dass die Backsteinfassade einst verputzt gewesen war: „Die Backsteinsichtigkeit der Fassade wurde wohl erst in den 1920er-Jahren hergestellt. Zuvor war das Haus verputzt“'. Ein Gewölbekeller stamme noch aus dem Spätmittelalter: „Im Haus befindet sich ein Gewölbekeller mit Stichkappen, der möglicherweise noch als Spätmittelalter einzuordnen ist“. Es war nach Heimeshoff ein repräsentatives Wohnhaus: „das Haus gehört zu den wenigen repräsentativen Wohnhäusern, die im Düsseldorfer Zentrum aus dem 17. Jahrhundert erhalten sind“.